# حسین‌آباد کرده
حسین‌آباد کرده، روستایی از توابع بخش مرکزی شهرستان آرادان در استان سمنان ایران است.

## جمعیت
این روستا در دهستان حسین‌آباد کردها قرار دارد و براساس سرشماری مرکز آمار ایران در سال ۱۳۸۵، جمعیت آن ۱٬۳۰۳ نفر (۳۶۷خانوار) بوده‌است. مردم این روستا از سه طایفه الیکایی و اوصانلو و کرد تشکیل می شوند. الیکایی ها به گویش الیکایی زبان مازندرانی  و اوصانلو ها به گویش ترکی زنجانی  و کرد ها به زبان کردی صحبت می کنند.